# Mîhailivka, Vinnîțea
Mîhailivka (în ucraineană Михайлівка) este un sat în comuna Humenne din raionul Vinnîțea, regiunea Vinnița, Ucraina.

## Demografie
Componența lingvistică a localității Mîhailivka
     Ucraineană (98,68%)
     Rusă (1,21%)
     Alte limbi (0,11%)
Conform recensământului din 2001, majoritatea populației localității Mîhailivka era vorbitoare de ucraineană (98,68%), existând în minoritate și vorbitori de rusă (1,21%).